# Frogstomp
Frogstomp (oficialment tot en minúscula: frogstomp) és l'àlbum debut de Silverchair, banda de rock alternatiu australiana desapareguda el 2011. Es va publicar a principi de l'any 1995 quan els membres del grup només tenien quinze anys, sota el segell Murmur, subsidiària de Sony Records. Després de l'èxit obtingut a Austràlia, Epic Records va llançar l'àlbum als Estats Units i va esdevenir àlbum de platí segons la certificació RIAA.

## Informació
No va trigar molt per gravar-lo, ja que totes les cançons estaven acabades des del 1992. Es va enregistrar entre el desembre de 1994 i el gener de 1995 als Festival Studios de Pyrmont, Nova Gal·les del Sud, Austràlia. En una entrevista durant la gravació van confirmar que aquest s'havia de titular Llama's Revenge (en català, ‘La venjança de la llama’) però que finalment el van canviar per Frogstomp en homenatge a una cançó de Floyd Newman dels anys 60. En les notes de l'àlbum apareix la frase «No llamas were harmed in the making of this album» (Cap llama ha patit danys durant la realització d'aquest àlbum). Inicialment, la banda volia que Nick Launay s'encarregués de la producció però no estava disponible i finalment se'n va encarregar Kevin Shirley.
Aquest treball representa el testament de l'estil inicial post-grunge de Silverchair, que contrasta amb la fusió experimental dels darrers àlbums i que divideix alguns fans. No obstant això, continua sent un dels treballs amb més èxit a Austràlia i es podria dir que és l'àlbum de grunge més popular d'una banda australiana. Degut a l'estatus de monument de llur adolescència, el grup ha decidit ignorar-lo durant els últims concerts en favor del so més original de composicions més recents. Fins i tot, Johns va admetre que havien repudiat Frogstomp i Freak Show perquè aquests àlbums no estaven escrits per Silverchair, sinó per la seva banda d'institut quan els membres del grup només tenien catorze i setze anys, i ara ja havien prou madurat com per tenir sentiments molt diferents als d'aquella etapa.
La versió LP de l'àlbum es va publicar en un vinil verd amb la cançó de bonificació Blind, limitat a 3000 còpies a tot el món. També hi ha una edició limitada en casset.
En una entrega de premis de l'any 2007, Joel Madden, cantant de Good Charlotte, va declarar que havia perdut la seva virginitat escoltant Frogstomp. La revista Hit Parader va assenyalar l'àlbum en la llista dels 200 que tothom havia de tenir.

## Llista de cançons
Totes les cançons foren escrites i compostes per Daniel Johns i Ben Gillies, excepte les indicades. 
| Núm.          | Títol            | Composició    | Durada |
| ------------- | ---------------- | ------------- | ------ |
| 1.            | «Israel's Son»   | Johns         | 5:18   |
| 2.            | «Tomorrow»       |               | 4:26   |
| 3.            | «Faultline»      |               | 4:19   |
| 4.            | «Pure Massacre»  |               | 4:58   |
| 5.            | «Shade»          |               | 4:01   |
| 6.            | «Leave Me Out»   |               | 3:03   |
| 7.            | «Suicidal Dream» | Johns         | 3:12   |
| 8.            | «Madman»         | Johns         | 2:43   |
| 9.            | «Undecided»      |               | 4:36   |
| 10.           | «Cicada»         |               | 5:10   |
| 11.           | «Findaway»       | Johns         | 2:56   |
| Durada total: | Durada total:    | Durada total: | 44:51  |

## Posicions en llista
| Llista (1995)                | Posició |
| ---------------------------- | ------- |
| Australian ARIA Albums Chart | 1       |
| U.S. Billboard 200           | 9       |

## Personal
- Daniel Johns – veus i guitarra
- Chris Joannou – baix
- Ben Gillies – bateria